# Beethoven R
Beethoven R. fue un grupo español de heavy metal.

## Miembros

### Formación actual
- José Luis Saizxd (guitarra y coros 1997-2019)
- Antonio Alcoba (batería y coros 1997-2019)
- Juan Carlos Adeva "El Moreno" (bajo 2008-2019)
- Alberto "Aorman" García (voz 2010-2019)
- Javier Oliva (guitarra y coros 2011-2019)

### Antiguos miembros
- Javier Kiercheben (guitarra 1998-2002)
- Kiko Hagall (voz 2001-2004)
- Jose Ignacio Carlos "Nacho" (guitarra 2003-2007)
- José María San Segundo "Pepe Mari" (bajo 1998-2008)
- Iván Urbistondo (voz 1998-2001 / 2004-2010)
- Jesús González "Chechu" (guitarra 2008-2011)

## Discografía

### Maquetas
- Ja, Ja (1998)

### Álbumes
- Ja, Ja (1999)
- Un poco más (2001)
- El legado de Judas (2004)
- Larga vida (recopilatorio) (2008)
- Más vale tarde... que nunca! (2009)
- Dejándonos la piel... en directo! (cd+dvd) (2012)
- A fuego en la piel (2016)

### Sencillos
- El guardián de tu piel (2001)
- Más sexy (2001)